# Маєр Амшель Ротшильд
Маєр Амшель Ротшильд (нім. Mayer Amschel Rothschild; 23 лютого 1744, Франкфурт-на-Майні, Адміністративний округ Дармштадт — 19 вересня 1812, Франкфурт-на-Майні, Рейнський союз) — німецький фінансист, засновник банківського дому Ротшильдів.

## Життєпис
Народився у Франкфурті-на-Майні (Німеччина) у небагатій єврейській родині, що мешкала у гетто. Свого часу родина жила у домі під червоною вивіскою. Звідси й походить прізвисько (а згодом — і прізвище) Ротшильд (нім. Rotes Schild — червона вивіска). З дитинства Маєр навчався основам фінансової справи, стажувався у банківському домі Оппенгеймів.
У 1764 втратив батька, йому довелося піклуватися про братів, тому він поступив на службу до князівського дому Гессена. Окрім того, він продовжував займатися торгівлею, обміном валюти. Він зміг увійти у довіру володаря та місцевої аристократії. У 1765 році Маєр Амшель відкрив власну справу, яка була пов'язана з торгівлею антикваріатом та медалями. Свою кар'єру при дворі Гессена Ротшильд розпочав з постачання грошей та коштовних металів спадкоємцю трону принцу Вільгельму. Маєр Ротшильд використовував пристрасть Вільгельма до коштовностей у своїх цілях. Князь був людиною дуже заможною, але його титул не завжди дозволяв вести фінансові справи особисто. Для делікатних доручень йому була потрібна довірена особа, і врешті він зупинився на Маєрі, який виявився справді талановитим організатором і фінансистом.
У 1769 призначено придворним фактором (комісіонером). На цій посаді він зміг нажити статки, що заклало основу майбутньої династії. Водночас Ротшильд складав каталоги та розвозив монети на замовлення з одного німецького князівства в інше. Пізніше спорудив лавку грошового міняли, де проїжджі купці могли міняти гроші одних німецьких князівств на валюту інших держав. Так виник Банк Ротшильдів.
У 1800 отримав патент придворного фактора. Гарні стосунки з ландграфом Гессена Вільгельмом IX, гессенськими чиновниками дало змогу Маєру Амшелю випередити інших факторів й суттєво розширити коло своїх клієнтів. Ротшильд вміло використовував можливості, які відкрилися з початком індустріальної революції в Британії. Перепродуючи англійські товари, він уникав необхідності перевозити великі суми грошей, а князь при цьому отримував додатковий прибуток. Швидкому розвитку справи сприяло й те, що Ротшильд вів подвійну бухгалтерію. Одні розрахунки він надавав владі та податковим відомствам, а інші відображали справжні прибутки.
У 1805—1806 вже значно випереджав своїх конкурентів. При цьому він не афішував участь ландграфа у фінансових справах свого банку, але діяв від його імені. У створенні фінансової імперії Маєру допомагали його сини. За родинні справи в Британії відповідав Натан, у Франції оселився Яків, у Відні — Соломон, у Неаполі — Калман. Компанії, засновані синами, за паперами були незалежними одна від одної, але насправді їхні кошти були спільними. Узгоджувати дії власників дозволяла єдина система зв'язку і кур'єрська служба. На відміну від конкурентів, Ротшильди могли позичати величезні суми, до того ж швидко і під помірні відсотки. Усім своїм клієнтам Маєр забезпечував найкраще обслуговування та конфіденційність. Коли Вільгельм IX втік від армії Наполеона Бонапарта, Маєр Амшель Ротшильд продовжив збір коштів з боржників ландграфа. За час наполеонівських війн Ротшильд багато зробив, щоб зберегти статки ландграфа Вільгельма. З 1808 року усі гроші ландграфа регулярно проходили через Банк Ротшильда. 27 вересня 1810 року він заснував фірму «Маєр Амшель Ротшильд й сини».
Ротшильд зблизився із супротивниками Наполеона і взявся за налагодження контрабандної торгівлі, що руйнувала Континентальну блокаду. А його синам Натану і Якову вдалося переправити золото для іспанської армії Веллінгтона, до того ж найнеймовірнішим способом — через територію Франції. Зиск, отриманий від оборудки, дозволив Ротшильдам повернути гессенському князю усі його гроші з чималими відсотками. 
Помер Ротшильд 19 вересня 1812 у місті Франкфурт-на-Майні. На той момент його статки вдвічі перевищували капітал Французького банку. Перед смертю Маєр склав заповіт, згідно з яким усе майно передав своїм синам, доньки відсторонялись від прав на майно. 

## Родина
Дружина — Гутле Шнаппер (1753—1849), донька Вольфа Саломона Шнаппер.
Діти:
- Джонатан (1771—1859)
- Амшель Маєр (1773—1855)
- Натан Маєр (1777—1836), засновник Банку Ротшильда у Великій Британії
- Ізабелла (1781—1861)
- Бабетта (1784—1869)
- Калман Карл (1788—1855), засновник Банку Ротшильда у Неаполі
- Юлій (1790—1815)
- Генрієтта (1791—1866)
- Якоб Джеймс (1792—1868), засновник Банку Ротшильда у Франції